# Jan Kolací
Jan Kolací (* 19. října 1967) je český manažer. Od 1. července 2023 je provozní ředitel investiční společnosti Kaprain Holdings.

## Životopis
Jan Kolací studoval v Praze na národohospodářské fakultě Vysoké škole ekonomické (VŠE) a Bankovním institutu vysoké škole v Praze. Od roku 1995 byl manažerem v Investiční a Poštovní bance (IPB), České konsolidační agentuře a holdingu PPF Petra Kellnera. Byl členem vedení holdingu TV Prima, fotbalového stadionu Eden Arena v Praze-Vršovicích, pražského hotelu Panorama, hotelu Intercontinental a Karlovarského porcelánu. Od 1. července 2023 je provozní ředitel (anglicky chief operating officer; COO) investiční společnosti Kaprain Holdings, kde působí od založení společnosti v roce 2013 Karlem Pražákem a kde se podílel na strukturovaném financování, plánování, řízení cashflow a vedení firem holdingu. Karel Pražák uvedl: „Honza Kolací je s námi od samotného počátku a jsem přesvědčený, že přispěje k co nejefektivnějšímu fungování a růstu celé skupiny.“ Jan Kolací je členem dozorčí rady společnosti AB - CREDIT a. s.

## Ocenění
- CIJ Awards Czech Republic za rok 2022, nejlepší maloobchodní rozšíření roku (anglicky Winner of the Best Retail Extension of the Year) – cena za obchodní centrum v Tuchoměřicích (POP Airport), kterou od CIJ EUROPE přebíral za hlavního investora Jan Kolací (Real Estate - Finance, Kaprain) spolu s Janem Muranským (Retail&Leasing Director POP Airport)[10][11]